# TVSQ
TVSQ (ou Télévision des sports du Québec) était une chaîne de télévision québécoise consacrée aux sports. Elle a transmis entre 1980 et 1989 et fut remplacée par RDS qui conserva le même canal 25 que TVSQ. Elle diffusait entre autres des émissions sur le mini-putt, les quilles, le partinage artistique et la danse sociale. mais également des disciplines de gymnase tels que le basketball, badminton, volleyball ou la gymnastique.
La diffusion de TVSQ débute en septembre 1980. Bien qu'en ondes 24 heures par jour, la vaste majorité de sa programmation est constituée de rediffusions et dès 1983 le Conseil de la radiodiffusion et des télécommunications canadiennes (CRTC)  reçoit déjà des demandes d'au moins quatre compagnies désirant tous  lancer leur propre canal de sports en français, dont l'une provenant même de Sport-Spec-Video, le producteur d'émissions de TVSQ, qui souhaite implanter une chaîne payante sous le nom de TVSC. Une critique, entre autres, à l'endroit de TVSQ est qu'on lui reproche d'être trop axée sur certains types de sports, comme le mini-putt, la chasse et la pêche, au lieu d'être réellement à la portée de tous les sportifs.
En 1987, le CRTC reçoit à nouveau deux demandes d'une licence d'exploitation pour un réseau de sport francophone. L'une d'elles provient du Réseau des sports (RDS) née d'une association entre The Sports Network et Telemedia. L'autre demande est celle de La Télévision des Sports (TV5-25) impliquant Jean-Paul Champagne de TVSQ et Gaston Parent, un ancien agent d'affaires du coureur automobile Gilles Villeneuve. Le CRTC tranche en faveur de RDS le 30 novembre 1987. Mais on apprend le 30 mai 1988 que RDS ne sera pas opérationnelle avant septembre 1989 ce qui permet à TVSQ de demeurer en ondes pour une année de plus.